# Зверобой трёхграннолистный
Зверобо́й трёхгранноли́стный (лат. Hypéricum triquetrifólium) — многолетнее травянистое растение; вид рода Зверобой (Hypericum) семейства Зверобойные (Hypericaceae). Дико произрастает на юге Европы, в Италии, Греции, на Кипре, Мальте, в Турции, на севере Израиля и Иордании, на севере Синайского полуострова, в Тунисе.

## Ботаническое описание
Зверобой трёхграннолистный — многолетний полукустарник около 20 см в высоту. Стебли твёрдые, крепкие, 3—4 мм в диаметре.
Листья мелкие, овальной формы. Край листа зубчатый. Жилкование перистое.
Цветёт с мая-июня по октябрь.

## Химический состав
Надземная часть растения содержит эфирные масла (главный компонент — α-пинен) и флавоноиды, главными из которых являются производные флавана и флавона.
Также из растения были выделены аментофлавон, гиперозид, астрагалин, (-)-эпикатехин, гиперицин, кверцетин, рутин и хлорогеновая кислота.

## Использование
Используется в традиционной медицине народов востока как антисептик, а также для лечения кашля.